# Deisme
El deisme és la creença religiosa en un Déu, creador de l'Univers, però que no hi té, posteriorment, cap influència. Els deistes arriben a la creença en un Déu a través de la raó i les experiències personals, no a través de la fe o una revelació. El deisme es va diferenciar del teisme en el segle xvii, i al llarg del segle i també durant el segle xviii, el deisme va tenir molta força al Regne Unit, França i els Estats Units. La figura deista s'exemplificà especialment en la figura del Deus ex machina il·lustrat: Déu com a màquina, que apareix tan sols per resoldre el problema aparentment irresoluble de la Creació del Món. El deisme també es defineix com la creença en l'existència de Déu basant-se només en el pensament racional, sense recolzar-se en arguments de religions revelades o autoritat religiosa. El deisme emfatitza el concepte de teologia natural, és a dir, que l'existència de Déu es revela a través de la natura.
En general, un deista és aquella persona que assegura l'existència d'almenys una divinitat, però no necessàriament practica una religió i nega la intervenció divina al món. En aquest cas, els qui segueixen el deisme creuen en una deïtat creadora, però que no s'involucra en cap àmbit.
Hi ha una variant del deisme de la forma llatina Deus otiosus («déu inactiu»). Aquest concepte és emprat per descriure la creença en un déu creador, però que en algun moment es retira i deixa d'involucrar-se en la seva creació, cosa que constitueix un principi central per al deisme. Està difós àmpliament a Àfrica, Melanèsia i Amèrica del Sud.

## Història del deisme
El deisme com a tal apareix a Europa durant el segle xvii, juntament amb la revolució científica copernicana. Sorgit com a derivació de les disputes teològiques de la Reforma, va ser acusat de ser una postura «atea» pels seus adversaris, ja que posava en dubte fins i tot els dogmes acceptats per les diferents confessions religioses de l'època. Tanmateix, va exercir la seva major influència al segle següent com la postura predominant entre els filòsofs de la Il·lustració.

### Antecedents
El pensament de tipus deista pot trobar-se en diverses cultures arreu del món, sovint expressat en la noció que els antropòlegs anomenen Deus otiosus. No obstant això, el deisme com a pensament sistemàtic enfonsa les seves arrels en la filosofia clàssica, si bé en aquesta no hi havia un moviment així. La posada en qüestió dels mites i els cultes tradicionals va permetre als primers filòsofs grecs concebre l'existència d'una divinitat inefable i oculta, així com, en alguns casos negar que tingués intervenció en els assumptes humans. Així Heràclit esmenta els Logos com el fonament del cosmos i Plató parla d'un déu suprem, allunyat del món de les aparences, en el qual actua el Demiürg com el seu agent. La concepció més propera al deisme, sense ser-ho, va ser la d'Epicur que sostenia la possibilitat de conèixer els déus per mitjà de la raó i que aquests habitaven en un món ultraterrenal sense tenir cura de la humanitat o fins i tot de la Natura. Aquesta postura va ser compartida pels seus seguidors, notablement per Lucreci, però mai va aconseguir a convertir-se en una teologia i certament va ser rebutjada per la major part dels pensadors grecoromans.
Tot i que durant l'edat mitjana hom no va qüestionar l'existència d'una divinitat, que s'identificava amb el Déu de les religions abrahàmiques, hi va haver pensadors que el van concebre com a aliè a la Revelació, a la qual veien com una impostura.

### Aparició del deisme
El Renaixement, amb el seu interès en els autors clàssics, així com l'Humanisme i la Reforma Protestant van posar en dubte la creença acceptada en una fe revelada la custòdia de la qual s'havia confiat a l'Església. Alhora, els viatges de descoberta mostraven als viatgers europeus societats molt diferents de les pròpies, i fins i tot a la que era considerada com a paradigma de la «diferència», la islàmica.
Autors com Spinoza amb el seu Tractat teològico-polític, on esbossava els principis de la crítica bíblica, o Edward Herbert de Cherbury a la seva obra Sobre la Veritat (De Veritate) estableixen les bases del deisme.
A l'època de la Il·lustració, a partir del segle xvii, el moviment deista arriba al seu apogeu a partir dels escrits d'autors anglesos i francesos, com Thomas Hobbes, Jean-Jacques Rousseau i Voltaire.
Durant el període jacobí (1793–1794) de la Revolució Francesa, Robespierre va decretar el culte deista a l'«Ésser Suprem» enfront de l'ateu. Al mateix temps va influir en els escrits dels pares fundadors nord-americans, com John Adams, Ethan Allen, Benjamin Franklin, Thomas Jefferson, James Madison, George Washington i, sobretot, Thomas Paine. Concretament, els principis deistes van tenir un efecte en les estructures polítiques i religioses dels EUA, com són la separació de l'Església i l'Estat, i la llibertat religiosa. Amb el temps el deisme també va portar al desenvolupament de grups religiosos, tals com l'Unitarisme que es va convertir més tard en l'Unitarisme universalista.
El deisme continua fins a l'actualitat en les formes de deisme clàssic i deisme modern.

## Conceptes generals
Un dels principals postulats d'aquesta posició està basat en la consolidació que Déu existeix i va crear l'univers físic, però no hi interfereix (postulat que inclou l'evolució teista). Aquest postulat es relaciona i origina amb una filosofia i moviment religiós que deriva l'existència i la naturalesa de Déu mitjançant la raó. Per això no pren posició sobre el que fa Déu fora de l'univers, en contrast amb el fideisme (a diferència de la fe) que es troba en molts ensenyaments del cristianisme,islamisme i el judaisme que sostenen que la religió depèn de la revelació de les sagrades escriptures o del testimoniatge d'altres persones sense fer servir l'intel·lecte racional sinó el que seria una «fe cega».
Els deistes típicament també tendeixen a rebutjar els esdeveniments sobrenaturals (miracles, profecies, etc.) i les interpretacions dels llibres religiosos. Per això sovint utilitzen l'analogia de les divinitats com a rellotge, o la idea d'un Déu còsmic. El que per a les religions organitzades són revelacions divines i llibres sagrats, la majoria de deistes entén com a interpretacions deduïdes per altres éssers humans, més que com a fonts autoritzades, però podrien acceptar-les com a inspiració espiritual, rebudes en una recerca personal. Els deistes asseguren que el do diví més gran a la humanitat no és la religió, sinó «la capacitat de raonar».
Els deistes, en general, rebutgen la religió organitzada i els déus personals «revelats», argumentant que les divinitats no intervenen de cap manera en les tasques del món. Per a ells, es revelen a si mateixos indirectament a través de les lleis de la naturalesa descrites per les ciències naturals.
Per afirmar l'ús de la raó en la religió, el deisme permet utilitzar més o menys l'argument científic, l'argument teològic i altres aspectes de l'anomenada «religió natural».
Els corrents filosòfics deistes tenen una concepció cosmològica d'un o més Déu, aquest va crear l'Univers que és una manifestació de si mateix. L'Univers seria el gran rellotge el funcionament del qual s'ajusta a unes lleis establertes, on determinats esdeveniments es desenvolupen en funció de la pròpia naturalesa, però no poden ser alterats pels seus creadors.

## Postures
Els deistes accepten l'existència de Déu, però estan fortament insatisfets o no concorden amb tots els postulats de les religions i qüestionen constantment les seves afirmacions principals.
Es considera que el deista:
1. Assegura l'existència d'un déu, però no accepta els credos de cap religió particular.
2. Considera que un déu va crear les lleis de la naturalesa; això no obstant, no accepta que estigui representat totalment o parcialment en llibres o escrits sagrats.
3. Fes servir la raó per reflexionar sobre com pot ser la naturalesa d'aquest déu, en lloc d'acceptar que l'adoctrininsobre ell.
4. Prefereix guiar les seves opcions ètiques a través de la seva consciència i reflexió racional, en comptes d'adequar-les a allò que s'ha dictat en llibres sagrats o autoritats religioses.
5. Gaudeix de la llibertat de cercar l'espiritualitat per ell mateix, i la seva vida espiritual no s'ha format per la tradició o l'autoritat religiosa.
6. S'estima més considerar-se racional abans que religiós o ateu.
7. Considera que hi ha creences bàsiques que són molt racionals després d'eliminar el que hi pugui haver de superstició.